# Carril

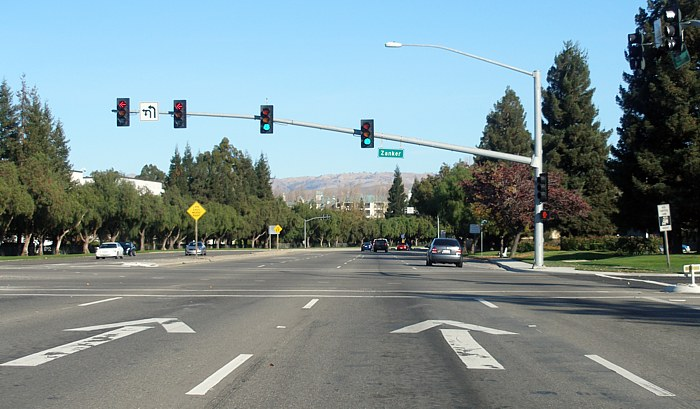
Carriles delimitados en la autopista Santa Clara County Route G4, California.

En el transporte por carretera, un carril  es la franja longitudinal parte de una calzada que está construida para ser utilizada por una sola fila de vehículos. De esta manera se controla y guía a los conductores, disminuyendo los conflictos de tráfico. La mayoría de las vías tienen al menos dos carriles, uno para el tráfico en cada dirección, separados por marcas de carril. En vías de varios carriles y vías más transitadas de dos carriles, los carriles están diseñados con marcas en la superficie de la carretera. Las vías principales a menudo tienen dos calzadas de varios carriles separados por una mediana.
Está delimitada o no por marcas viales longitudinales, y con anchura suficiente para la circulación de una fila de automóviles.